# Liste des médaillés en natation mixte aux championnats du monde de natation
Liste des sportifs et sportives médaillés en natation lors championnats du monde de natation depuis l'introduction du relais mixte lors des mondiaux en 2015.

## Relais

### Relais 4 × 100 mètres nage libre
| Édition        | Or | Argent | Bronze |
| -------------- | --- | --- | --- |
| Kazan 2015     | États-Unis Ryan Lochte Nathan Adrian Simone Manuel Missy Franklin Conor Dwyer Margo Geer Abbey Weitzeil                          | Pays-Bas Sebastiaan Verschuren Joost Reijns Ranomi Kromowidjojo Femke Heemskerk Kyle Stolk Marrit Steenbergen                    | Canada Santo Condorelli Yuri Kisil Chantal Van Landeghem Sandrine Mainville Karl Krug IV Victoria Poon               |
| Budapest 2017  | États-Unis Caeleb Dressel Nathan Adrian Mallory Comerford Simone Manuel Blake Pieroni Townley Haas Lia Neal Kelsi Worrell        | Pays-Bas Ben Schwietert Kyle Stolk Femke Heemskerk Ranomi Kromowidjojo Maud van der Meer                                         | Canada Yuri Kisil Javier Acevedo Chantal van Landeghem Penny Oleksiak Markus Thormeyer Sandrine Mainville            |
| Gwangju 2019   | États-Unis Caeleb Dressel Zach Apple Mallory Comerford Simone Manuel Blake Pieroni Nathan Adrian Katie McLaughlin Abbey Weitzeil | Australie Kyle Chalmers Clyde Lewis Emma McKeon Bronte Campbell Cameron McEvoy Alexander Graham Brianna Throssell Madison Wilson | France Clément Mignon Mehdy Metella Charlotte Bonnet Marie Wattel Maxime Grousset Béryl Gastaldello                  |
| Budapest 2022  | Australie Jack Cartwright Kyle Chalmers Madison Wilson Mollie O'Callaghan Zac Incerti William Yang Meg Harris Leah Neale         | Canada Joshua Liendo Edwards Javier Acevedo Kayla Sanchez Penny Oleksiak Ruslan Gaziev Taylor Ruck Maggie Mac Neil               | États-Unis Ryan Held Brooks Curry Torri Huske Claire Curzan Drew Kibler Erika Brown Kate Douglass                    |
| Fukuoka 2023   | Australie Jack Cartwright Kyle Chalmers Shayna Jack Mollie O'Callaghan Flynn Southam Madison Wilson Meg Harris                   | États-Unis Jack Alexy Matt King Abbey Weitzeil Kate Douglass Chris Guiliano Olivia Smoliga Bella Sims                            | Royaume-Uni Matthew Richards Duncan Scott Anna Hopkins Freya Anderson Jacob Whittle Thomas Dean Lucy Hope            |
| Doha 2024      | Chine Pan Zhanle Wang Haoyu Li Bingjie Yu Yiting Ji Xinjie Ai Yanhan                                                             | Australie Kai Taylor Jack Cartwright Shayna Jack Brianna Throssell Alexandria Perkins Abbey Harkin                               | États-Unis Hunter Armstrong Matt King Claire Curzan Kate Douglass Luke Hobson Jack Aikins Addison Sauickie Kayla Han |
| Singapour 2025 | États-Unis Jack Alexy Patrick Sammon Kate Douglass Torri Huske Chris Guiliano Jonny Kulow Simone Manuel                          | Athlètes neutres B Egor Kornev Ivan Girev Daria Trofimova Daria Klepikova Vladislav Grinev Alina Gaifutdinova Milana Stepanova   | France Maxime Grousset Yann Le Goff Marie Wattel Béryl Gastaldello Rafael Fente-Damers Albane Cachot                 |